# 谷田寺
谷田寺（たんだいじ）は、福井県小浜市谷田部にある高野山真言宗の寺院である。本尊は千手観音。

## 概要
伝承によれば721年（養老5年）泰澄大師が熊野日吉金峰山の神託により後の重要文化財となる木造千手観音像を彫刻し、設置したのが始まりという。鎌倉時代に若狭国分寺に次いで第二の御願所で、最盛期には12坊あった。江戸時代には小浜藩の酒井家に庇護された。

## 文化財

### 重要文化財（国指定）
- 木造千手観音菩薩立像（附：木造不動明王・毘沙門天立像）[3][4]

### その他
- 絹本著色仏涅槃図（福井県指定文化財）[5]
- 木造金剛力士立像2躯（小浜市指定文化財）
- 木造狛犬一対（小浜市指定文化財）
- 木造大黒天立像（小浜市指定文化財）

他に千手観音の眷属の二十八部衆像がある。

## 交通アクセス
- 小浜線小浜駅から徒歩約57分

## 周辺
- 雲外寺 – 小浜市谷田部。南禅寺派。若狭（三十三）観音霊場24番
- 長徳寺 – 小浜市谷田部。日蓮宗。向嶋山長源寺末。
- 圓照寺 – 小浜市尾崎22-15。南禅寺派。若狭観音霊場20番、その他。[6]
  - 赤松神社
- 妙楽寺 – 小浜市野代。高野山真言宗。若狭観音霊場19番、北陸三十三ヵ所観音霊場3
- 高成寺 – 小浜市青井。南禅寺派。若狭観音霊場21番
- 大智寺 – 小浜市須縄。曹洞宗。千手観音。若狭観音霊場25番[7]
  - 大潤禅堂
- 栖雲寺 – 小浜市小浜大原。妙心寺派。若狭観音霊場23番[8]